# 袁湛
袁 湛（えん たん、369年 - 418年）は、東晋末の官僚。字は士深。本貫は陳郡陽夏県。弟は袁豹。

## 経歴
袁質（袁耽の子）の子として生まれた。若くして母方の従祖父にあたる謝安の知遇をえて、その甥の謝玄の娘を妻に迎えた。はじめ衛軍行参軍となった。員外散騎・通直正員郎・中軍功曹を歴任し、桓玄の下で太尉参軍事をつとめた。入朝して中書黄門侍郎に任じられ、桓修の下で撫軍長史となった。
元興3年（404年）、劉裕が桓玄打倒のために起兵すると、袁湛は劉裕の下で鎮軍諮義参軍となった。義熙元年（405年）、尚書吏部郎に転じた。後に司徒左長史や侍中に任じられた。劉裕の征戦に従軍した功績により、晋寧県五等男に封じられた。また劉裕の下で太尉長史となった。次いで左民尚書となり、掌吏部に転じた。呉興郡太守となり、善政で知られた。入朝して中書令に任じられ、また出向して呉国内史となった。義熙12年（416年）、尚書右僕射・揚州大中正に上った。袁湛は太尉を兼ね、范泰らとともに宋公の位と九錫の礼物を劉裕に授与しようとしたが、劉裕は固辞した。袁湛らは劉裕の北伐に従って洛陽に入った。范泰らは授与の任を終えていないことを理由に晋の帝陵に参拝しなかったが、袁湛はひとりで五陵に参拝して敬意を表した。
義熙14年（418年）、在官のまま死去した。享年は50。左光禄大夫・散騎常侍の位を追贈された。南朝宋の文帝が即位すると、皇后袁斉嬀の父として、侍中・左光禄大夫・開府儀同三司の位を追贈された。諡は敬公といった。

## 子女
- 袁淳
- 袁斉嬀

## 伝記資料
- 『宋書』巻52 列伝第12
- 『南史』巻26 列伝第16